# Bradford City AFC
Bradford City AFC är en engelsk professionell fotbollsklubb i Bradford, grundad 1903. Klubbens största framgång hittills är från 1911 då de vann FA-cupen och blev femma i förstaligan. På senare år är lagets största framgångar två säsongers spel i Premier League samt att ta sig till finalen av Ligacupen säsongen 2012/13. Klubben spelar sedan säsongen 2025/2026 i League One.
Hemmamatcherna spelas på Valley Parade i Bradford. Smeknamnet på klubben är The Bantams.

## Historia
Klubben bildades under namnet Manningham RFC som en rugbyklubb. Manningham var ett av lagen som bildade Northern Rugby Football Union 1895 som sedan blev Northern Rugby League 1901. I slutet av säsongen 1902/03 beslöt man att lägga ned rugbyn och i stället gå över till fotboll, man bytte då namn till Bradford City AFC. 

Klubbens ligaplaceringar från och med 1903.

1903 fick man en inbjudan att gå med i The Football League innan man ens hade ett lag. Detta berodde på att ligan ville få folk intresserade av fotboll i den rugby-dominerade regionen. Bradford City och Chelsea är de enda klubbarna som gått med i ligan utan att ha spelat en enda tävlingsmatch.
Klubbens största framgång hittills är från 1911 då de vann FA-cupen och blev femma i högstadivisionen.
Den 11 maj 1985 inträffade en av de största olyckorna inom engelsk fotboll då en läktare på Valley Parade började brinna under säsongens sista match och 56 personer omkom i branden.
I modern tid har klubben åstadkommit två säsonger i Premier League. En avgörande 3-2-seger på Molineux mot Wolverhampton Wanderers i sista omgången av Division One 1998/99 ledde till en andraplats och uppflyttning till Premier League 1999/00. Bradford åstadkom ånyo stor lycka i den säsongens sista match när man slog Liverpool med 1-0 på hemmaplan. Detta säkrade 17:e-platsen precis ovanför Wimbledon (numera Milton Keynes) som flyttades ned tillsammans med Sheffield Wednesday och Watford. Säsongen därpå, 2000/01, var de glada dagarna över för Bradford som hamnade sist i tabellen.
2004 degraderades Bradford även ur andradivisionen efter att ha kommit näst sist och fallet fortsatte 2007 då man ramlade ned i League Two. Ekonomiska svårigheter gjorde det svårt för klubben och framgångsperioden runt millennieskiftet kändes allt mer avlägsen.
Den 11 december 2012 tog laget en fin skalp mot Arsenal som de slog ut ur Ligacupen efter straffar. Bradford fortsatte att överraska under säsongen 2012/13 och nådde slutligen finalen i Ligacupen efter att ha slagit ut tre lag från Premier League, förutom Arsenal även Wigan och Aston Villa. I finalen på Wembley Stadium mötte de ytterligare ett Premier League-lag, Swansea City, och förlorade med 0-5.
Senare samma säsong återvände de till Wembley Stadium för League Twos playoff-final som de vann med 3-0 över Northampton Town och därmed uppflyttning till League One.
Under säsongen 2014/15 skrällde de återigen rejält, i FA-cupen. Man vände ett 0-2-underläge till seger med siffrorna 4-2 mot Premier League-ledarna Chelsea på Stamford Bridge. Man fortsatte med att slå ut nästa Premier League-lag i åttondelsfinalen, nämligen Sunderland. I kvartsfinalen tog det däremot stopp emot Reading då man förlorade med 0-3.

## Spelare

### Spelartrupp
| 1  | England | Sam Walker | 2 oktober 1991  | Charlton Athletic (-24) |
| 25 | England | Joe Hilton | 11 oktober 1999 | Blackburn Rovers (-25)  |

| 2  | England    | Brad Halliday      | 10 juli 1995     | Fleetwood Town (-22)          |
| 3  | Gambia     | Ibou Touray        | 24 december 1994 | Stockport County (-25)        |
| 4  | Wales      | Joe Wright         | 26 februari 1995 | Kilmarnock (-25)              |
| 5  | Irland     | Neill Byrne        | 2 februari 1993  | Stockport County (-24)        |
| 7  | England    | Josh Neufville     | 22 mars 2001     | AFC Wimbledon (-25)           |
| 15 | England    | Aden Baldwin       | 10 juni 1997     | Notts County (-24)            |
| 18 | Irland     | Ciarán Kelly       | 4 juli 1998      | Bohemians (-23)               |
| 19 | Irland     | Lewis Richards     | 15 oktober 2001  | Wolverhampton Wanderers (-23) |
| 26 | Jamaica    | Curtis Tilt        | 4 augusti 1991   | Salford City (-25)            |
| 28 | England    | Matthew Pennington | 6 oktober 1994   | Blackpool (-25)               |
| 35 | Nordirland | George Goodman     | 1 december 2006  | Bradford City AFC             |

| 6  | England | Max Power       | 27 juli 1993      | AGF (-25)                |
| 10 | England | Antoni Sarcevic | 13 mars 1992      | Stockport County (-24)   |
| 12 | Kenya   | Clarke Oduor    | 25 juni 1999      | Barnsley (-23)           |
| 16 | England | Alex Pattison   | 6 september 1997  | Harrogate Town (-23)     |
| 17 | Irland  | Tyreik Wright   | 22 september 2001 | Plymouth Argyle (-24)    |
| 20 | England | Tommy Leigh     | 13 april 2000     | Milton Keynes Dons (-25) |
| 21 | England | Jenson Metcalfe | 6 september 2004  | Everton (-25)            |
| 23 | England | Bobby Pointon   | 4 januari 2004    | Bradford City AFC        |
| 32 | England | George Lapslie  | 5 september 1997  | Gillingham (-25)         |
| 33 | England | Adam Wilson     | 10 april 2000     | The New Saints (-23)     |

| 8  | Irland  | Calum Kavanagh   | 5 september 2003  | Middlesbrough (-24)  |
| 9  | England | Andy Cook        | 18 oktober 1990   | Mansfield Town (-21) |
| 11 | England | Stephen Humphrys | 15 september 1997 | Barnsley (-25)       |
| 14 | England | Tyler Smith      | 4 december 1998   | Hull City (-23)      |
| 24 | England | Will Swan        | 26 oktober 2000   | Crawley Town (-25)   |

Not: Spelare i kursiv stil är inlånade.

### Utlånade spelare
| Nr | Land    | Pos | Namn                                        |
| -- | ------- | --- | ------------------------------------------- |
| 29 | England | A   | Harry Ibbitson (i Chorley till 31 maj 2026) |

| Nr | Land | Pos | Namn |
| -- | ---- | --- | ---- |

| Nr | Land | Pos | Namn |
| -- | ---- | --- | ---- |

| Nr | Land | Pos | Namn |
| -- | ---- | --- | ---- |

## Meriter
- FA-cupen 1911
- Football League Second Division (division 2) 1908
- Football League Third Division (division 3) 1985
- Football League Third Division North (division 3 N) 1929
- Runners-up, Division 1 1999
- Engelska ligacupen andraplats 2012/2013

## Klubbrekord
- Störst publik: 39 146, mot Burnley, FA-cupens 4:e omgång, 11 mars 1911.
- Största seger: 11-1, mot Rotherham United, Division 3 (Norra), 25 augusti 1928.
- Största förlust: 0-8, mot Manchester City, Division 2, 7 maj 1927 / 1-9, mot Colchester United, Division 4, 30 december 1961.
- Flest ligamål under en säsong: 128, Division 3 (Norra), 1927/28.
- Flest mål av en spelare under en säsong: 36, av David Layne, 1961/62.
- Flest mål av en spelare i en match: 7, av Albert Whitehurst mot Tranmere Rovers, Division 3 (Norra), 6 mars 1929.
- Flest mål totalt: Bobby Campbell, 143 (varav 121 i ligan), 1979-86.
- Flest matcher: Cecil Podd, 574 (varav 502 i ligan), 1970-84.
- Flest matcher i följd utan förlust: 21, 1968-69.
- Flest vunna matcher i följd: 10, 1983-84.